# Praga 16
Praga 16 – dzielnica autonomiczna Pragi rozciągająca się na południowy zachód od centrum miasta, na zachód od Wełtawy, składa się z jednej dzielnicy, Radotín.
Jej biuro prowadzi również administracji państwowej na dzielnicach Lipence, Lochkov, Velká Chuchle, Zbrasław.
Obszar dzielnicy wynosi 9,31 km² i jest zamieszkiwany przez 8 201 mieszkańców (2008).